# Sphecomyia
Sphecomyia là một chi ruồi trong họ Syrphidae.